# ハマシイノミガイ
ハマシイノミガイ（浜椎の実貝）、学名 Melampus nuxeastaneus は、有肺目オカミミガイ科に分類される巻貝の一種。南日本から台湾までの熱帯・亜熱帯域に分布し、外洋に面した磯の潮間帯上部に生息する。和名末尾の「貝」を省略し「ハマシイノミ」と呼ばれることもある。

## 特徴
成貝は殻高15mmに達するが、多くは10mm前後である。殻はやや厚く、中盤が膨らんだ紡錘形で和名通りドングリに似た形をしている。日本産ハマシイノミガイ属の中ではツヤハマシイノミガイ M. flavus に次ぐ大型種で、殻頂がわりと高く尖る。
殻の表面は弱い光沢のある褐色で、個体によって黄・紫・赤・黒などを帯びる。体層に淡黄色の横縞が数本入るもの、または成長痕の白い縦線が入るものもいる。殻口は縦長で殻底付近がわずかに肥厚・外反する。殻口の内側に向かって内唇2歯、軸唇1歯、外唇の内側に櫛状の低い5-10歯がある。軟体部のうち殻の外に出す部分はクリーム色だが、触角と目は黒い。
南日本から台湾まで、暖流に面した熱帯・亜熱帯域に分布する。日本での分布域は太平洋側は房総半島以南、日本海側で山口県以南とされているが、富山県での記録もある。
外洋に面した岩礁海岸の満潮線付近に生息し、海岸動物としては帯状分布の範囲がかなり高所で狭い。岩の割れ目・転石下・漂着物の下などの暗く湿った物陰に潜み、岩の表面に出ることはまずない。周囲にはクビレクロヅケ、アラレタマキビ、タマキビ、貝類以外ではフナムシ、カクベンケイガニ、アカイソガニ、ヒメアカイソガニ等が見られる。

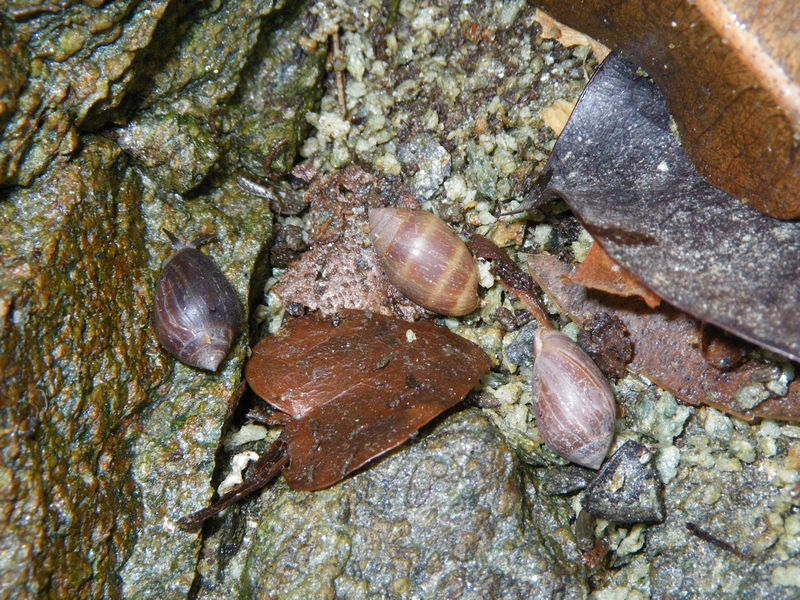
磯の満潮線付近で、石と漂着物の下に隠れていた個体

## 保全状態評価
日本の環境省が作成した貝類レッドリストには掲載されていないが、各県が独自に作成したレッドリストでは5県で絶滅危惧種として掲載されている。
- 絶滅危惧II類（VU） - 千葉県・福岡県
- 準絶滅危惧（NT） - 熊本県・鹿児島県
- 情報不足（DD） - 富山県